# Кованчик
Ко́ванчик — село в Україні, у Мачухівській сільській громаді Полтавського району Полтавської області. Населення становить 215 осіб. До 2017 орган місцевого самоврядування — Мачухівська сільська рада.

## Географія
Село Кованчик знаходиться за 3 км від лівого берега річки Полузір'я, за 0,5 км від сіл Миколаївка та Мазурівка.

## Історія
12 червня 2020 року, відповідно до розпорядження Кабінету Міністрів України № 721-р «Про визначення адміністративних центрів та затвердження територій територіальних громад Полтавської області», село увійшло до складу Мачухівської сільської громади.
19 липня 2020 року, в результаті адміністративно - територіальної реформи та ліквідації Полтавського району(1925—2020, село увійшло до складу новоутвореного Полтавського району.

## Населення

### Мова
Розподіл населення за рідною мовою за даними перепису 2001 року:
| Мова            | Кількість | Відсоток |
| --------------- | --------- | -------- |
| українська      | 202       | 93.95%   |
| російська       | 12        | 5.58%    |
| інші/не вказали | 1         | 0.47%    |
| Усього          | 215       | 100%     |

## Відомі люди

### Народились
- Бондаренко Василь Маркович — народний депутат України 1-го скликання.